# بن فريحة
بن فريحة إحدى بلديات ولاية وهران.